# Angelika Amon

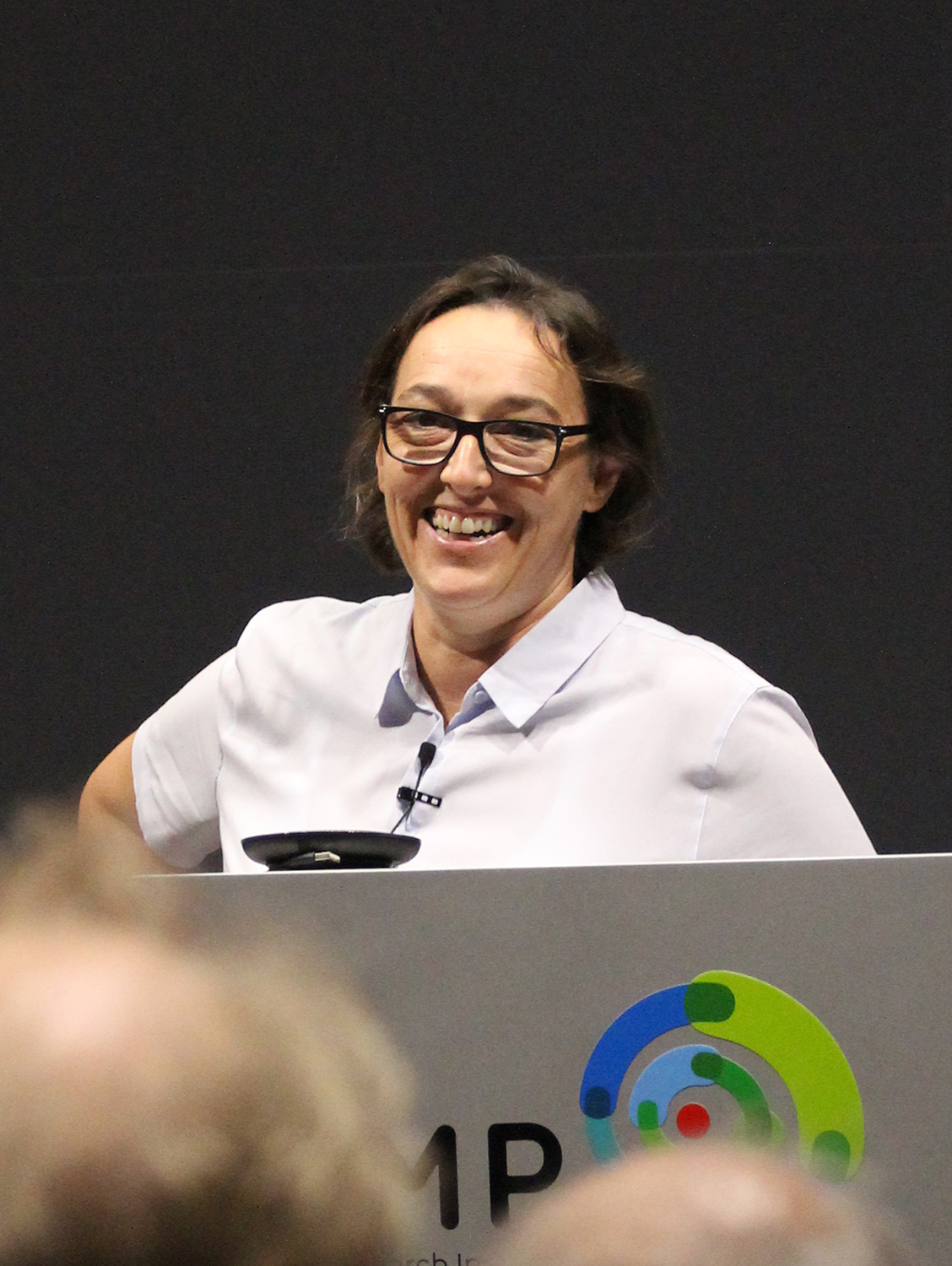
Angelika Amon (2017)

Angelika B. Weis-Amon (* 10. Januar 1967 in Wien; † 29. Oktober 2020) war eine österreichische Biologin, die sich mit Genetik und Zellbiologie befasste.

## Leben
Amon studierte an der Universität Wien mit dem Diplom-Abschluss 1989 und der Promotion 1993 bei Kim Nasmyth am Forschungsinstitut für Molekulare Pathologie (IMP). Als Post-Doktorandin war sie bei Ruth Lehmann am Whitehead Institute for Biomedical Research des Massachusetts Institute of Technology (MIT). Sie wurde Assistant Professor und danach Associate Professor am Koch Institute for Integrative Cancer Research des MIT, bevor sie 2000 an das Howard Hughes Medical Institute (HHMI) des MIT ging, wo sie ab 2007 Professor war. Ab 2011 hatte sie den Kathleen and Curtis Marble Lehrstuhl für Krebsforschung inne.
Amon untersuchte die Aufteilung der Chromosomen bei der Zellteilung (Meiose und Mitose) im Körper und Krankheiten, die mit Störungen (Aneuploidie) der normalen gleichmäßigen Verteilung der Chromosomen auf die Tochterzellen zusammenhängen. Sie sind sowohl eine häufige Ursache von Fehlgeburten als auch ein typisches Kennzeichen von Krebszellen. Für ihre Untersuchungen der beteiligten molekularen Mechanismen benutzte sie Hefezellen und Mauszellen (MEF, Mouse Embryotic Fibroblasts). Insbesondere fand sie, dass Aneuploidie oft mit Überproduktion von körpereigenen Proteinen einhergeht, die verklumpen (durch besondere zellbiologische Aktivitäten der fehlentwickelten Zellen als Antwort auf die Protein-Überproduktion, die sie Aneuploidie Stress Reaktion nannte) und zu neurodegenerativen Phänomenen ähnlich wie bei der Alzheimer-Krankheit führen können. Sie studierte im Detail den Mechanismus, wie die letzten Stadien der Zellteilung reguliert werden, wobei die Phosphatase CDC14 eine zentrale Rolle spielt, wie Amon und Kollegen 1998 fanden.
Sie war verheiratet und hatte zwei Töchter.
Angelika Amon erlag am 29. Oktober 2020 einer Krebserkrankung. Im September 2024 wurde ein Krebsforschungszentrum im Angelika Amon Forschungsgebäude von Boehringer Ingelheim in Wien-Meidling eröffnet.

## Auszeichnungen (Auswahl)
- 2000 HHMI Investigator Award
- 2003 Eli Lilly and Company-Elanco Research Award[6]
- 2008 NAS Award in Molecular Biology[7]
- 2010 Mitglied der National Academy of Sciences
- 2013 Ernst-Jung-Preis, gemeinsam mit Ivan Dikic[8]
- 2014 Genetics Society of America Medal
- 2015 Assoziiertes Mitglied der European Molecular Biology Organization
- 2015 Korrespondierendes Mitglied der Österreichischen Akademie der Wissenschaften
- 2017 Mitglied der American Academy of Arts and Sciences
- 2019 Breakthrough Prize in Life Sciences[9]
- 2020 HFSP Nakasone Award